# Парадиж (Циркулане)
Парадиж (словен. Paradiž) је насељено место у општини Циркулане, Подравска регија, Словенија.

## Историја
До територијалне реорганизације у Словенији био је у саставу старе општине Птуј.

## Становништво
У попису становништва из 2011. године, Парадиж је имао 213 становника.
| Број становника према пописима | Број становника према пописима | Број становника према пописима |
| ------------------------------ | ------------------------------ | ------------------------------ |
| 1991                           | 2002                           | 2011                           |
| 245                            | 202                            | 213                            |